# 魅せられて四月
『魅せられて四月』（みせられてしがつ、原題: Enchanted April）は、1992年のイギリス映画である。エリザベス・フォン・アーニムの小説『魅せられて四月』 (The Enchanted April) を元にしている。同じストーリーで舞台化もされた。日本では1993年6月に松竹系で公開された。

## 解説
この映画は、第一次世界大戦後の英国に住む、互いにあまり似ていない4人の女性が、休暇先で出会う春の物語である。同じ教会に通っているものの話をしたことがなかった2人の主婦が知り合いになる。2人とも、結婚生活に空しさを感じ、これからやってくるであろう孤独で隔絶された中年時代に直面していた。新聞広告でイタリア・リヴィエラの古城が4月いっぱい貸し出されることを知ると、彼女らは経費を浮かせるために他の2人の女性（若く美しい社交界の有名人と歳をとった貴族未亡人）を誘って、総勢4人で暗く多雨なロンドンを離れ、イタリアの海岸（ポルトフィーノ）にある人里離れた城に向かう。その静寂な美の中で、彼女らの心は癒されていく。
撮影にはアーニムが執筆の際、実際に居住した城が用いられた。

## キャスト
- ジョシー・ローレンス - ロティ・ウィルキンス
- ミランダ・リチャードソン - ローズ・アーバスノット
- ポリー・ウォーカー - キャロライン・デスター
- ジョーン・プロウライト - ミセス・フィッシャー
- アルフレッド・モリーナ - メラシュ・ウィルキンス
- マイケル・キッチン - ジョージ・ブリグッス
- ジム・ブロードベント - フレデリック・アーバスノット

## 受賞歴
- ゴールデングローブ賞 主演女優賞 (ミュージカル・コメディ部門) （ミランダ・リチャードソン）
- ゴールデングローブ賞 助演女優賞 (ジョーン・プロウライト)

### ノミネート
- ゴールデングローブ賞 作品賞 (ミュージカル・コメディ部門)
- アカデミー脚色賞 (ピーター・バーンズ)
- アカデミー助演女優賞 (ジョーン・プロウライト)
- アカデミー衣裳デザイン賞  (シーナ・ネイピア)

## 関連商品
パイオニアLDCよりVHSテープ、LD、DVDが発売されていた。現在は廃盤である。